# Пунта Трамонтана (Сасари)
Пунта Трамонтана је насеље у Италији у округу Сасари, региону Сардинија.
Према процени из 2011. у насељу је живело 14 становника. Насеље се налази на надморској висини од 31 м.